# Christian August Egeberg
Christian August Egeberg (Christiania, 5 augustus 1809 – Bærum, 6 juni 1874) was een Noors arts en chirurg.

## Achtergrond
Hij groeide op in Christiania, het huidige Oslo. Hij werd geboren in het vermogende gezin van houthandelaar Westye Egeberg (1770-1830) en Anna Sophie Muus (1775-1862). Zijn vader was directeur van de firma Westye Egeberg & Co. Broer Westye Martinus Egeberg (1805-1898) nam de zaak over en bouwde dat verder uit. Zijn zuster Fredrikke Egeberg zou een van de eerste belangrijke Noorse vrouwelijke componistes worden. In 1940 kocht hij het landgoed Gyssestad. Hij huwde in 1840 in Trondheim Jeanette Marie Broch (1819-1904), dochter van generaal Theodor Christian Anton Broch. Het stel kreeg zes kinderen:
- dochter Fanny Josepha Egeberg (13 september 1841 – Beaumont-du-Périgord, 19 september 1899, trouwde de Franse baron Louis Marie Alexander Davout (1845-1893), familie van Louis Nicolas Davout, maarschalk bij Napoleon Bonaparte;
- dochter Anna Sophie Egeberg was componiste, bleef ongehuwd
- zoon Theodor Christian Egeberg werd ook arts en bracht het tot arts van Haakon VII van Noorwegen
- dochter Jeanette Marie Egeberg (20 februari 1850 – 12 juni 1857, overleed vroegtijdig
- dochter Betty Egeberg, pianiste, huwde priester Jens Frølich Tandberg
- dochter Fredrikke Julie Augusta Egeberg  (9 juni 1855 – 27 juli 1930), huwde arts Hjalmar Lindboe (6 juli 1847-31 december 1922), schreef enkele kinderliedjes.

## Werk
Nadat hij zijn candidata medicinæ (een Deens/Noorse aanduiding van zes jaar studie) aan de Kongelige Frederiks Universitets, tegenwoordig de Universiteit van Oslo had afgerond, ging hij werken bij de ziekenhuizen van Oslo. Hij was voorts enige tijd legerarts. Vanaf 1853 hield hij er een eigen praktijk op na in Baerum. In 1852 had hij zelf een verkeersongeluk omdat hij nog onder invloed was van chloroform dat hij tijdens een operatie had toegediend, maar kennelijk ook zelf had ingeademd. Hij verrichtte baanbrekend werk in Noorwegen met bloedtransfusie bij anemie, operatie aan klompvoeten, eierstokverwijdering (de eerste patiënte overleed) en onderzoek naar gastronomie. Hij ontwierp ook schoeisel voor mensen met platvoeten. Hij was (mede)oprichter van Det norske mediciniske Selskab (1833) en maakte een register voor mogelijke epidemieën in Noorwegen (1855). Hij was betrokken bij de Vitenskabs-Selskabet (Wetenschapgezelschap). Hij ontving in 1856 de Orde van de Dannebrog. Hij is de naamgever van het Egeberg-legaat, voor artsen en hun eventuele weduwen.  